# 2.ª Brigada Acorazada

## Historia
El Regimiento Reforzado n.º2 "Cazadores" fue una unidad del Ejército de Chile, actualmente 2.ª Brigada Acorazada "Cazadores".
Pertenecía a la VI División de Ejército, con guarnición en Fuerte Baquedano, Iquique, I Región del país, esta unidad estaba conformada por el Batallón de Infantería n.º 5 "Carampangue" y del Grupo de Caballería Blindada n.º 7 "Guías", Grupo de Artillería n.º 9 "Salvo", Compañía de Ingenieros n.º 7, "Aconcagua", Compañía Logística Independiente y Compañía de Comandos n.º 1 "Iquique".

## Brigada acorazada
La 2.ª Brigada Acorazada "Cazadores" del General Manuel Baquedano González nace el año 2007 como resultado del proceso de modernización que contempló la nueva configuración de la fuerza del Ejército, en el año 2003 adquirió su nombre actual y estructura.
Se crearon 5 brigadas acorazadas solamente compuestas por personal profesional, estas unidades serían modernas y capaces de ser móviles, flexibles, rápidas.
Esta unidad táctica tiene su guarnición en el Fuerte Baquedano, en la ciudad de Pozo Almonte, forma parte de la VI División de Ejército y está conformada por:
- Batallón de Infantería Blindada N.º 5 "Carampangue" (ex-Regimiento de Infantería N.º 5 "Carampangue")
- Grupo Blindado N.º 7 "Guías" (ex-Regimiento de Caballería Blindada N.º 7 "Guías" [Concepción])
- Grupo de Artillería Autopropulsada N.º 9 "Salvo"
- Compañía de Ingenieros Mecanizada N.º 7 "Aconcagua" (ex-Regimiento de Ingenieros N.º 7 "Aconcagua" [Quillota])
- Compañía de Telecomunicaciones N° 11 "Valparaíso"
- Compañía Logística Independiente.
- Pelotón de Exploración Blindado.